# Campeonato da Europa de Corta-Mato de 2014
O Campeonato da Europa de Corta-Mato de 2014 foi a  21º edição da competição organizada pela Associação Europeia de Atletismo no dia 14 de dezembro de 2014. Teve como sede Samokov na Bulgária.

## Resultados
Esses foram os resultados do campeonato. 

### Sênior masculino 9.880 m
Individual
| Posição           | Atleta              | Nacionalidade | Tempo |
| ----------------- | ------------------- | ------------- | ----- |
| Medalha de ouro   | Polat Kemboi Arikan | Turquia       | 32:19 |
| Medalha de prata  | Ali Kaya            | Turquia       | 32:19 |
| Medalha de bronze | Alemayehu Bezabeh   | Espanha       | 32:30 |
| 4                 | Florian Carvalho    | França        | 32:59 |
| 5                 | Ross Millington     | Grã-Bretanha  | 33:00 |
| 6                 | Mohamed Marhum      | Espanha       | 33:04 |
| 7                 | Khalid Choukoud     | Países Baixos | 33:04 |
| 8                 | Stefano La Rosa     | Itália        | 33:17 |
| 9                 | Adam Hickey         | Grã-Bretanha  | 33:19 |
| 10                | Timothée Bommier    | França        | 33:21 |

Equipe
| Posição           | Equipe                                                                        | Pontos |
| ----------------- | ----------------------------------------------------------------------------- | ------ |
| Medalha de ouro   | Turquia · Polat Kemboi Arikan · Ali Kaya · Cihat Ulus · Ramazan Özdemir       | 33     |
| Medalha de prata  | Espanha · Alemayehu Bezabeh · Mohamed Marhum · Antonio Abadía · Roberto Alaiz | 36     |
| Medalha de bronze | Itália · Stefano La Rosa · Marouan Razine · Patrick Nasti · Ahmed El Mazoury  | 59     |

- Total: 75 participantes, 75 entradas, 70 finalistas, 9 equipas de finalização.

### Sênior feminino 8.050 m
Individual
| Posição           | Atleta                  | Nacionalidade | Tempo |
| ----------------- | ----------------------- | ------------- | ----- |
| Medalha de ouro   | Gemma Steel             | Grã-Bretanha  | 28:27 |
| Medalha de prata  | Kate Avery              | Grã-Bretanha  | 28:27 |
| Medalha de bronze | Meraf Bahta             | Suécia        | 28:52 |
| 4                 | Almensch Belete         | Bélgica       | 28:52 |
| 5                 | Sophie Duarte           | França        | 28:58 |
| 6                 | Fionnuala Britton       | Irlanda       | 28:59 |
| 7                 | Steph Twell             | Grã-Bretanha  | 29:07 |
| 8                 | Iwona Lewandowska       | Polónia       | 29:09 |
| 9                 | Iris María Fuentes-Pila | Espanha       | 29:19 |
| 10                | Carla Salomé Rocha      | Portugal      | 29:20 |

Equipe
| Posição           | Equipe                                                                            | Pontos |
| ----------------- | --------------------------------------------------------------------------------- | ------ |
| Medalha de ouro   | Grã-Bretanha · Gemma Steel · Kate Avery · Steph Twell · Lily Partridge            | 21     |
| Medalha de prata  | Espanha · Iris María Fuentes-Pila · Trihas Gebre · Diana Martín · Lidia Rodríguez | 70     |
| Medalha de bronze | Irlanda · Fionnuala Britton · Sara Treacy · Michelle Finn · Annmarie McGlynn      | 87     |

- Total: 62 participantes, 62 entradas, 58 finalistas, 7 equipas de finalização.

### Sub-23 masculino  8.050 m
Individual
| Posição           | Atleta           | Nacionalidade | Tempo |
| ----------------- | ---------------- | ------------- | ----- |
| Medalha de ouro   | Ilgizar Safiulin | Rússia        | 25:31 |
| Medalha de prata  | Igor Maksimov    | Rússia        | 25:33 |
| Medalha de bronze | Vladimir Nikitin | Rússia        | 25:37 |
| 4                 | Jonathan Hay     | Grã-Bretanha  | 25:46 |
| 5                 | Callum Hawkins   | Grã-Bretanha  | 25:49 |
| 6                 | Elmar Engholm    | Suécia        | 25:52 |
| 7                 | Marc Scott       | Grã-Bretanha  | 25:54 |
| 8                 | Francois Barrer  | França        | 25:56 |
| 9                 | Alexander Palm   | Suécia        | 26:00 |
| 10                | Mikhail Strelkov | Rússia        | 26:03 |

Equipe
| Posição           | Equipe                                                                          | Pontos |
| ----------------- | ------------------------------------------------------------------------------- | ------ |
| Medalha de ouro   | Rússia · Ilgizar Safiulin · Igor Maksimov · Vladimir Nikitin · Mikhail Strelkov | 16     |
| Medalha de prata  | Grã-Bretanha · Jonathan Hay · Callum Hawkins · Marc Scott · Charlie Hulson      | 31     |
| Medalha de bronze | Suécia · Elmar Engholm · Alexander Palm · Napoleon Solomon · John Kingstedt     | 62     |

- Total: 75 participantes, 74 entradas, 66 finalistas, 10 equipas de finalização.

### Sub-23 feminino  6.025 m
Individual
| Posição           | Atleta               | Nacionalidade | Tempo |
| ----------------- | -------------------- | ------------- | ----- |
| Medalha de ouro   | Rhona Auckland       | Grã-Bretanha  | 22:23 |
| Medalha de prata  | Militsa Mircheva     | Bulgária      | 22:25 |
| Medalha de bronze | Gulshat Fazlitdinova | Rússia        | 22:28 |
| 4                 | Yekaterina Sokolenko | Rússia        | 22:32 |
| 5                 | Maureen Koster       | Países Baixos | 22:37 |
| 6                 | Sevilay Eytemis      | Turquia       | 22:44 |
| 7                 | Louise Carton        | Bélgica       | 22:49 |
| 8                 | Svetlana Aplachkina  | Rússia        | 22:56 |
| 9                 | Alice Wright         | Grã-Bretanha  | 22:59 |
| 10                | Amela Terzić         | Sérvia        | 23:04 |

Equipe
| Posição           | Equipe                                                                                       | Pontos |
| ----------------- | -------------------------------------------------------------------------------------------- | ------ |
| Medalha de ouro   | Rússia · Gulshat Fazlitdinova · Yekaterina Sokolenko · Svetlana Aplachkina · Luiza Litvinova | -      |
| Medalha de prata  | Grã-Bretanha · Rhona Auckland · Alice Wright · Emelia Gorecka · Maryse Haines                | -      |
| Medalha de bronze | Turquia · Sevilay Eytemis · Seyran Adanir · Sabahat Akpinar · Esma Aydemir                   | -      |

- Total: 60 participantes, 60 iniciantes, 59 finalistas, 9 equipes de finalização.

### Júnior masculino 6.025 m
Individual
| Posição           | Atleta                    | Nacionalidade | Tempo |
| ----------------- | ------------------------- | ------------- | ----- |
| Medalha de ouro   | Yemaneberhan Crippa       | Itália        | 20:07 |
| Medalha de prata  | Carlos Mayo               | Espanha       | 20:22 |
| Medalha de bronze | Said Etaqqy               | Itália        | 20:28 |
| 4                 | Ayoub Mokhtar             | Espanha       | 20:30 |
| 5                 | Yohanes Chiappinelli      | Itália        | 20:33 |
| 6                 | Emmanuel Roudolff Levisse | França        | 20:37 |
| 7                 | Jordi Torrents            | Espanha       | 20:40 |
| 8                 | William Levay             | Suécia        | 20:40 |
| 9                 | Alessandro Giacobazzi     | Itália        | 20:41 |
| 10                | Emil Danielsson           | Suécia        | 20:42 |

Equipe
| Posição           | Equipe                                                                                    | Pontos |
| ----------------- | ----------------------------------------------------------------------------------------- | ------ |
| Medalha de ouro   | Itália · Yemaneberhan Crippa · Said Etaqqy · Yohanes Chiappinelli · Alessandro Giacobazzi | 18     |
| Medalha de prata  | Espanha · Carlos Mayo · Ayoub Mokhtar · Jordi Torrents · Raul Celada                      | 41     |
| Medalha de bronze | Turquia · Saffet Elkatmis · Ferhat Bozkurt · Suleyman Bekmezci · Ramazan Barbaros         | 70     |

- Total: 105 participantes, 104 entradas, 94 finalistas, 17 equipas de finalização.

### Júnior feminino 4.000 m
Individual
| Posição           | Atleta              | Nacionalidade | Tempo |
| ----------------- | ------------------- | ------------- | ----- |
| Medalha de ouro   | Emine Hatun Tuna    | Turquia       | 14:13 |
| Medalha de prata  | Jessica Judd        | Grã-Bretanha  | 14:18 |
| Medalha de bronze | Lydia Turner        | Grã-Bretanha  | 14:25 |
| 4                 | Alina Reh           | Alemanha      | 14:34 |
| 5                 | Amy Griffiths       | Grã-Bretanha  | 14:38 |
| 6                 | Anna Emilia Møller  | Dinamarca     | 14:42 |
| 7                 | Cassandre Beaugrand | França        | 14:44 |
| 8                 | Rebecca Straw       | Grã-Bretanha  | 14:48 |
| 9                 | Célia Antón         | Espanha       | 14:49 |
| 10                | Weronika Pyzik      | Polónia       | 14:55 |

Equipe
| Posição           | Equipe                                                                            | Pontos |
| ----------------- | --------------------------------------------------------------------------------- | ------ |
| Medalha de ouro   | Grã-Bretanha · Jessica Judd · Lydia Turner · Amy Griffiths · Rebecca Straw        | 18     |
| Medalha de prata  | França · Cassandre Beaugrand · Célia Bremond · Charlotte Mouchet · Cecile Lejeune | 64     |
| Medalha de bronze | Alemanha · Reh · Sarah Kistner · Anna Gehring · Konstanze Klosterhalfen           | 74     |

- Total: 76 participantes, 76 entradas, 74 finalistas, 10 equipas de finalização.

## Quadro de medalhas
| Ordem | País         | Medalha de ouro | Medalha de prata | Medalha de bronze | Total |
| ----- | ------------ | --------------- | ---------------- | ----------------- | ----- |
| 1     | Grã-Bretanha | 4               | 4                | 1                 | 9     |
| 2     | Turquia      | 3               | 1                | 2                 | 6     |
| 2     | Rússia       | 3               | 1                | 2                 | 6     |
| 4     | Itália       | 2               | 0                | 2                 | 4     |
| 5     | Espanha      | 0               | 4                | 1                 | 5     |
| 6     | França       | 0               | 1                | 0                 | 1     |
| 6     | Bulgária     | 0               | 1                | 0                 | 1     |
| 8     | Suécia       | 0               | 0                | 2                 | 1     |
| 9     | Alemanha     | 0               | 0                | 1                 | 1     |
| 9     | Irlanda      | 0               | 0                | 1                 | 1     |
| Total | Total        | 12              | 12               | 12                | 36    |